# Insidious – Gonosz lélek
Az Insidious – Gonosz lélek (eredeti cím: Insidious: Chapter 3) 2015-ben bemutatott amerikai természetfeletti horrorfilm, melyet Leigh Whannell írt és rendezett (rendezői debütálásaként). Az Insidious-filmek harmadik része, az Insidious – A testen kívüli (2010) és az Insidious – A gonosz háza (2013) folytatása, időrendben azok előzménytörténete. A film főszereplője Dermot Mulroney, Stefanie Scott, Angus Sampson és Lin Shaye. A film forgatása 2014. július 9-én kezdődött Los Angelesben.
Az Amerikai Egyesült Államokban 2015 június 5-én mutatták be, Magyarországon két héttel később, június 18-án került mozikba az InterCom Zrt. forgalmazásában. A film nagyrészt vegyes kritikákat kapott a kritikusoktól.
Folytatása 2018-ban jelent meg Insidious – Az utolsó kulcs címmel.

## Történet
A Lambert családdal megtörtént kísértetjárás előtt járunk néhány évvel. A nyugdíjba vonult médium, Elise Rainier (Lin Shaye) vonakodva alkalmazza képességeit, és szeánszot tart egy tinédzsernek, Quinn Brennernek (Stefanie Scott), hogy kapcsolatba lépjen az ő Lillith nevezetű édesanyjával, aki másfél évvel korábban meghalt rákban. Ugyanakkor azt tanácsolja a lánynak, hogy többé ne próbáljon újra kapcsolatba lépni az édesanyjával, mert rosszindulatú entitást érzékelt. Másnap, az előadóművészetek iskolájában, a meghallgatás után egy titokzatos alakot lát az utcán, aki távolról integet neki. Az összezavarodott Quinnt ekkor véletlenül elüti egy autó, melynek során eltörik mindkét lába. Három héttel később kiengedik a kórházból, és otthon az apja, Sean (Dermot Mulroney) és az öccse, Alex (Tate Berney) gondozzák. A gipszelt lábú Quinn, egyre inkább zavaró paranormális jelenségeket észlel maga körül, ebbe beleértve a sötét lélek látomásainak valóságos látását is, mint például az oxigénmaszkot viselő, "lélegezni nem tudó" alakot, az úgynevezett "Ember, aki nem tud lélegezni" – ő ugyanaz a személy, aki a balesetet okozta.
Sean később megpróbálja meggyőzni Elise-t, aki még mindig gyötrődik halott férje, Jack elvesztése után, hogy segítsen a lányán, de az öreg hölgy visszautasítja a férfit, és kijelenti, hogy a lánya korábbi látogatásakor, egy olyan sötét világban járt a szeánsz során, ahol már régóta vadászik rá a gonosz lélek, hogy végezzen vele. Quinnt is egy nagyon veszélyes démon kísérti. Elise-nek sikerült meggyőznie az egykori kollégáját, Carlt, hogy folytassa spirituális képességeit, valamint emlékezteti őt Josh Lambert (1986) sikeres eseményéről, ekkor kijelenti, hogy ez a lény bármelyik szellemtől vagy démontól erősebb.
Elise miután elutasította a család részére való segítést, Alex azt javasolja az apjának, hogy hívják fel az állítólagos démonológusokat, Specset és Tuckert, akiknek a karrierjük elterjedt az interneten. A Ház vizsgálata során, Quinn állapota egyre csak rosszabbodik, olyannyira, hogy már félig megszállja a démon. Az öntudatlan lány, a lábain lévő gipszet széttöri és végül megtámadja Seant, Specset és Tuckert. Felismervén, hogy kóklerek, Sean agresszíven megkéri a duót, hogy hagyják el a házat. Kikövetkeztetve, hogy a démon "további" lehetséges áldozatokat csábít az életereik elfogyasztására, s Elise úgy dönt, hogy belép a spirituális világba, Specs és Tucker segítségét kérve pedig felveszik, valamint leírják azokat a tevékenységeket és szavakat, amiket mondd Elise. Egy olyan szellem segít, aki ugyanúgy áldozatul esett a "Nem lélegző ember" világának fogságában. Elise belép a túlvilágra, majd egy rövid idő elteltével megtámadja őt a gonosz lélek, amely mindig is kísértette (titokzatos "menyasszony fekete ruhában"), ezután találkozik Jack szellemével is, akire ráébred, hogy valójában az álcázott "Nem lélegző ember". Ahogy sikerült elmenekülnie, Elise sietve visszatér az eredeti világba, hogy elmondja, Quinnek egyedül kell legyőznie a megtestesült gonoszt. Bár Quinn először hátrányos helyzetben van, de ahogy Elise elolvassa az üzenetet, amit Brennerék korábbi szomszédja próbált elmondani Quinnek; hogy Lillith egy búcsú levelet hagyott a naplójának hátuljában, amit a gimnázium elvégzése után tudott volna csak elolvasni, és eddig nem vette észre. Ekkor Lillith szelleme megjelenik körülöttük és segít Quinnek a túlvilágról átvenni a testét, hogy visszatérjen az eredeti valóságba. A lánynak végül sikerül legyőznie a "Nem lélegző embert". Lillith szellemének bátorító szavainak felidézése után, Elise elszakad a családtól és elhagyja a házat.
Brennerék sikeres esetét követően Elise elhatározza, hogy végleg visszavonul, valamint Specsel és Tuckerrel folytatja a munkát. Amikor hazaérkezik, egy alakot vesz észre a sötét sarokban, aki folyamat figyel rá. Először azt gondolja Jack az, majd Elise rájön, hogy valami rosszindulatú szellem. Ezután a háta mögött hirtelen megjelenik egy kifestett arcú démon és a film véget ér.

## Szereplők
| Színész             | Szerep              | Magyar hang    |
| ------------------- | ------------------- | -------------- |
| Lin Shaye           | Elise Rainier       | Tímár Éva      |
| Dermot Mulroney     | Sean Brenner        | Kőszegi Ákos   |
| Stefanie Scott      | Quinn Brenner       | Czető Zsanett  |
| Tate Berney         | Alex Brenner        | Ács Balázs     |
| Leigh Whannell      | Specs               | Kaszás Gergő   |
| Angus Sampson       | Tucker              | Széles Tamás   |
| Hayley Kiyoko       | Maggie              | Csifó Dorina   |
| Steve Coulter       | Carl                | Jakab Csaba    |
| Michael Reid MacKay | "nem lélegző férfi" | nem szólal meg |

## Kritikai visszhang
A film nagyrészt vegyes kritikákat kapott. A Metacritic oldalán a film értékelése 52% a 100-ból, amely 26 véleményen alapul. A Rotten Tomatoeson az Insidious – Gonosz lélek 60%-os minősítést kapott, 97 értékelés alapján. Az oldal összegzése szerint a folytatás nem olyan félelmetes, mint az első rész, ugyanakkor méltatta Lin Shaye alakítását.